# Зотов, Игорь Михайлович
Игорь Михайлович Зотов (16 января 1928, Таловая, Воронежская губерния — 30 мая 1995, Тамбов) — директор совхоза «Маяк» Никифоровского района, Тамбовская область. Герой Социалистического Труда (1973).

## Биография
Родился 16 января 1928 года на станции Таловая Воронежской губернии. В 1934 году семья Игоря Зотова переехала в Тамбовскую область.
В 1952 году окончил Мичуринский плодоовощной институт, после которого был распределён в Псковскую область. С 1958 года работал старшим агрономом в «Главлеспитомнике».
С 1964 года работал в агрономом в совхозе «Маяк» в селе Сабурово-Покровское.
В 1968 году (по другим данным — в 1964 году) был назначен директором совхоза «Маяк» Никифоровского района.
19 ноября 1973 года был представлен к присвоению звания Героя Социалистического Труда бюро Тамбовского обкома КПСС.
В 1973 году был удостоен звания Героя Социалистического Труда «за высокие показатели урожайности зерновых».
В 1994 году издал книгу «На Сабуровских угодьях».
Скончался 30 мая 1995 года в Тамбове. Похоронен на Петропавловском кладбище в Тамбове.

## Память
- В Тамбовской области существует премия имени Игоря Михайловича Зотова, присуждаемая «за наивысшие показатели в отрасли садоводства»[4].

## Награды
- Герой Социалистического Труда (1973)
- Орден Ленина
- Орден Октябрьской Революции
- Орден Трудового Красного Знамени[2].